# Halodesulfovibrio
Halodesulfovibrio es un género de bacterias marinas con forma de vibrio (bacilos curvados) que son anaerobias obligadas, mesofílicas y toleran hasta 6% de sal (NaCl).
Se ha encontrado una relación simbiótica en el fondo marino con la arquea Prometheoarchaeum.